# Rajauri (huyện)
Huyện Rajauri là một huyện thuộc bang Jammu and Kashmir, Ấn Độ. Thủ phủ huyện Rajauri đóng ở Rajauri. Huyện Rajauri có diện tích 2630 ki lô mét vuông. Đến thời điểm năm 2001, huyện Rajauri có dân số 478595 người.